# Julian Wołoszynowski

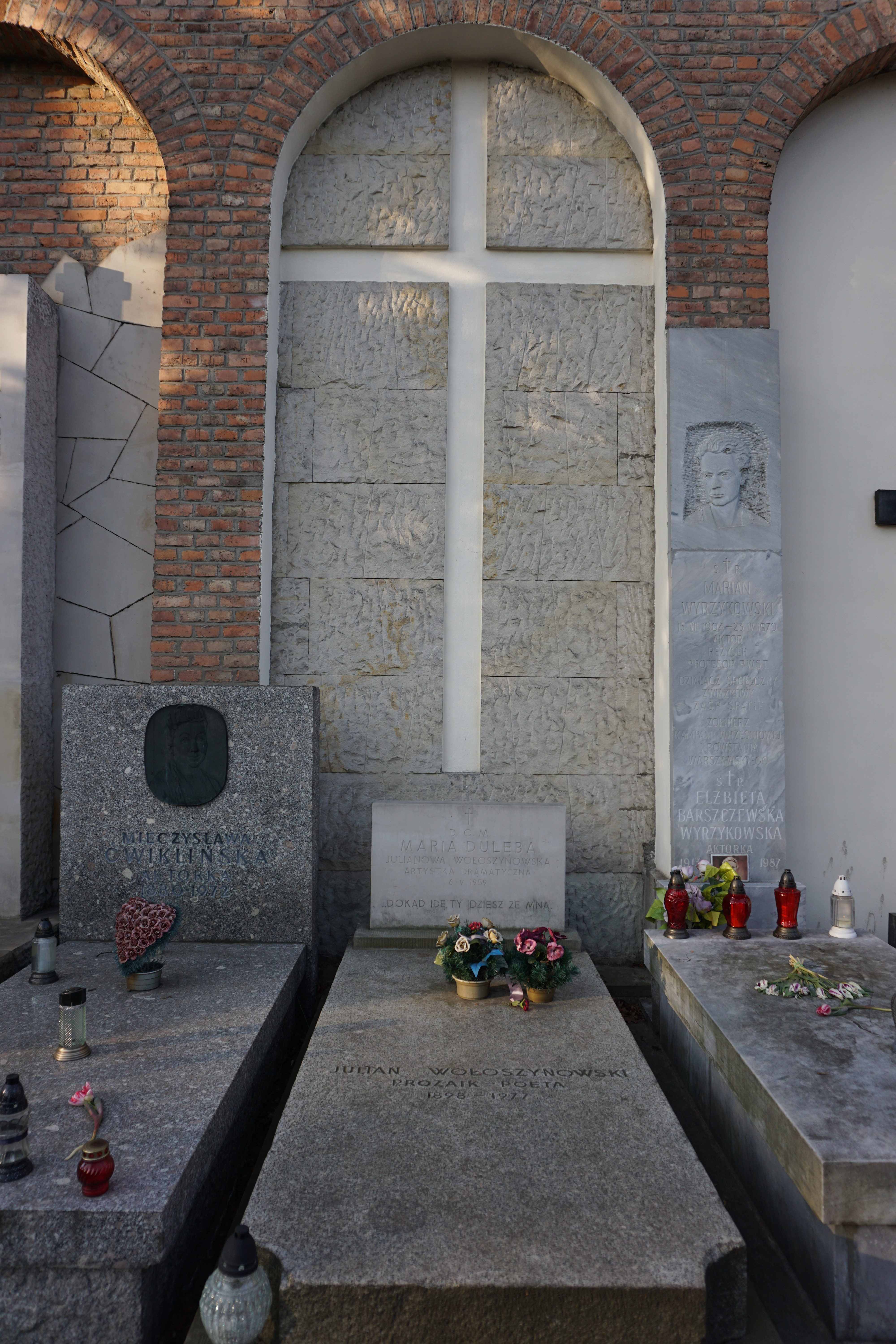
Grób Marii Dulęby i Juliana Wołoszynowskiego na cmentarzu Powązkowskim w Warszawie

Julian Wołoszynowski (ur. 4 kwietnia 1898 w Serbach na Podolu, zm. 16 grudnia 1977 w Warszawie) – polski prozaik, poeta, dramatopisarz, krytyk i aktor teatralny.

## Życiorys
Syn Joachima i Marii z Łukaszewiczów, wychował się w rodzinnym majątku Serby. W 1910 rodzina Wołoszynowskich przeniosła się do Kijowa. Tam ukończył gimnazjum i wstąpił na Uniwersytet Kijowski św. Włodzimierza studiować prawo. Już podczas nauki w gimnazjum związał się z Teatrem Studia Stanisławy Wysockiej. Pod pseudonimem występował w Teatrze Polskim i Małym. 
Od 1919 mieszkał w Warszawie, gdzie studiował prawo na Uniwersytecie Warszawskim. Brał udział w wojnie polsko-bolszewickiej. Występował w teatrach warszawskich, był aktorem w Reducie (1922–1924). Od 1924 oddawał się wyłącznie pracy literackiej. Jego recenzje teatralne w latach 30. prezentowały sanacyjne poglądy na rolę sztuki w społeczeństwie.
Po powstaniu warszawskim i pobycie w obozie w Pruszkowie, przebywał w Krakowie, gdzie w 1946 został kierownikiem literackim Teatru Kameralnego Towarzystwa Uniwersytetów Robotniczych (TUR). Do Warszawy powrócił w 1947.
Pochowany na cmentarzu Powązkowskim w Warszawie (Aleja Zasłużonych, grób 97).

## Życie prywatne
29 listopada 1918 poślubił Zofię Kałusowską. Potem związał się z Marią Dulębą, z którą w 1951 zawarł drugie małżeństwo.  

## Publikacje
- 1926 – Okulary (tomik poetycki)[1]
- 1927 – O Twardowskim, synu ziemianki, obywatelu piekieł, dziś księżycowym lokatorze[4]
- 1928 – Potęga snu[5]
- 1929 – Słowacki (powieść biograficzna)[1]
- 1931 – Rok 1863 (powieść historyczna)[1]
- 1934 – O świętym Kazimierzu królewiczu polskim[6]
- 1935 – Było tak[7]
- 1958 – Wiersze wybrane[8]
- 1957 – Cóż to za nieznajome miasto[9]
- 1959 – Opowiadania podolskie[1]
- 1962 - Teatr miniatur[1]
- 1970 - Szkice teatralne i literackie[1]
- 1971 – Przed wschodem księżyca[10]

## Ordery i odznaczenia
- Złoty Krzyż Zasługi – 10 listopada 1938 „za zasługi na polu literatury”[11]